# أوليفر ستوكلي
أوليفر ستوكلي هو لاعب كرة قدم سويسري في مركز حراسة المرمى، ولد في 28 ديسمبر 1976 في Muri, Aargau ‏ في سويسرا. لعب مع نادي آراو ونادي بازل ونادي سانت غالن ونادي سيون ونادي فينترتور ونادي لوغانو.